# 居郷肇
居郷 肇（いごう はじめ、1956年4月11日 - ）は、岡山県岡山市出身の元社会人野球選手（内野手）、実業家。株式会社西武ライオンズ代表取締役社長。

## 人物
岡山市立瀬戸中学校入学と同時に、投手として本格的に野球を始める。
倉敷工業高時代も投手として活躍し、1974年の第46回選抜高等学校野球大会に出場。磐城高・滝川高を降し準々決勝まで勝ち上がったが、池田高に1-2で敗れ、ベスト8で終わった。同年夏はエースの座を1年下の兼光保明に譲り、二塁手、四番打者として県予選を勝ち抜き、東中国大会決勝に進むが、玉島商に完封負けを喫し甲子園出場を逸する。
高校卒業後、1975年に法政大学経営学部に入学し、野球部に入部する。1年先輩に江川卓、佃正樹ら好投手がいたことや、自身も肩を痛めて投手ができなくなったため、内野手（三塁手、二塁手）に転向。なお捕手の袴田英利も1年先輩である。東京六大学野球リーグでは在学中4回優勝。1977年秋季リーグ戦、対東大1回戦の延長14回裏にサヨナラホームランを放つ（14回完投した江川の44勝目）。1978年の大学4年時には主将に就任し、同年春季リーグの対立教大学1回戦で東京六大学野球史上初のサイクルヒットを達成。リーグ戦通算42試合出場、155打数56安打、打率.361、5本塁打、22打点。ベストナイン（二塁手）2回選出。
大学卒業後、社会人野球のプリンスホテルへ第1期生として入部する。1980年には都市対抗にチーム初出場を果たし、1回戦で神戸製鋼と対戦。居郷の適時打による1点をエース住友一哉が守り切り完封勝利。しかし2回戦では新日本製鐵釜石に延長13回、リリーフの小林秀一（熊谷組から補強）が打ち込まれサヨナラ負け。この試合でも適時打、本塁打を放ち活躍した。その後も赤坂プリンスホテルに勤務する傍ら、30歳までプレーを続けた。
現役引退後は、プリンスホテル社員として社業に専念。系列の大箱根カントリー倶楽部総支配人などを務め、2009年6月にはプリンスホテル執行役員に就任。
2011年にプリンスホテル執行役員から3月16日付で、プロ野球埼玉西武ライオンズ球団代表取締役社長及び球団オーナー代行に就任し野球界に復帰。球団社長就任以降は主力選手のFA流出阻止の失敗・獲得した外国人選手の不振などで2014年から2016年まで連続してBクラスに終わりチームの低迷が続いていたが、辻発彦が監督に就任した2017年から2020年まではAクラスだった。2021年は42年ぶりの最下位に終わった。
2022年1月15日付で球団社長を退任。後任は奥村剛。